# 油塘

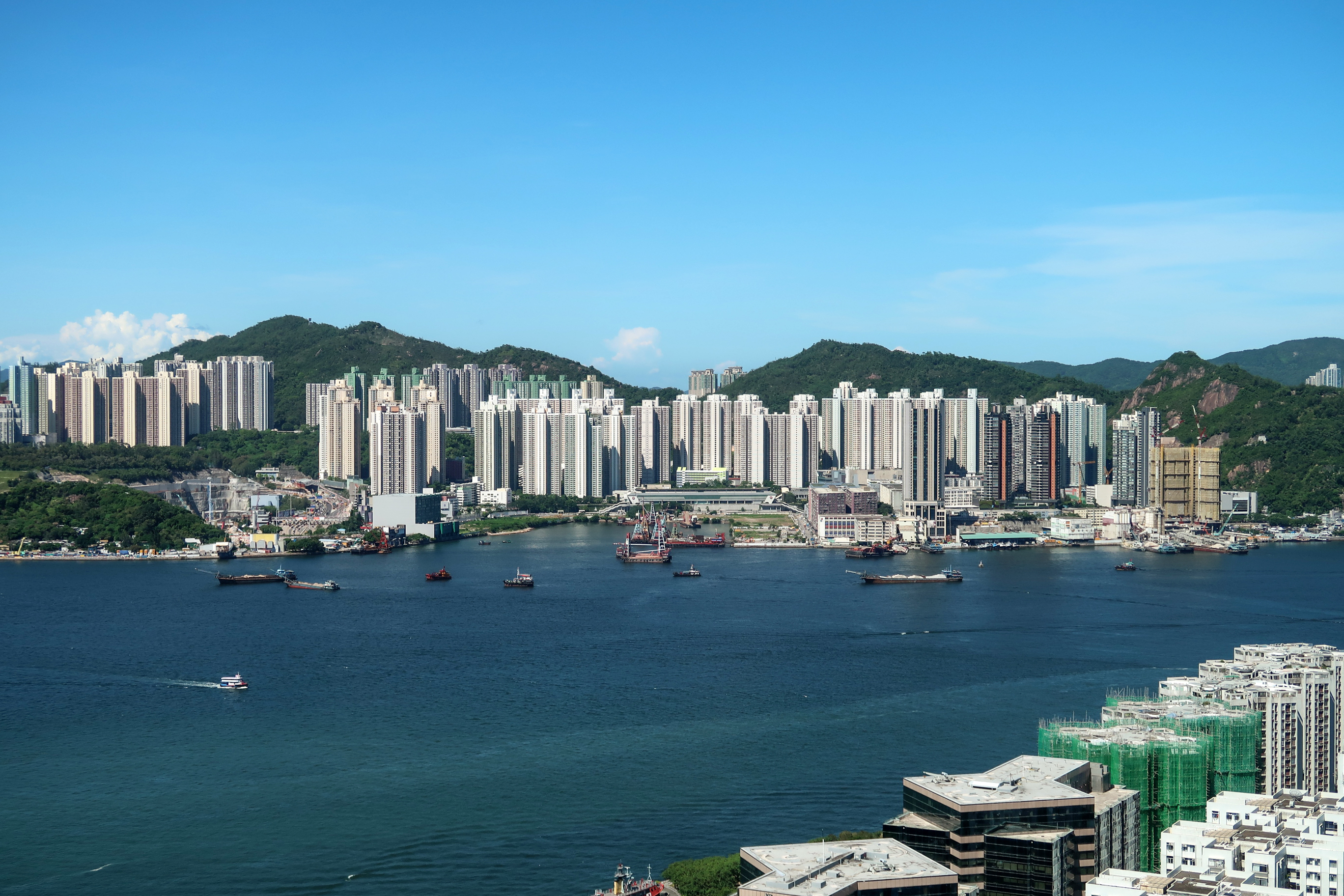
油塘全景（2021年）

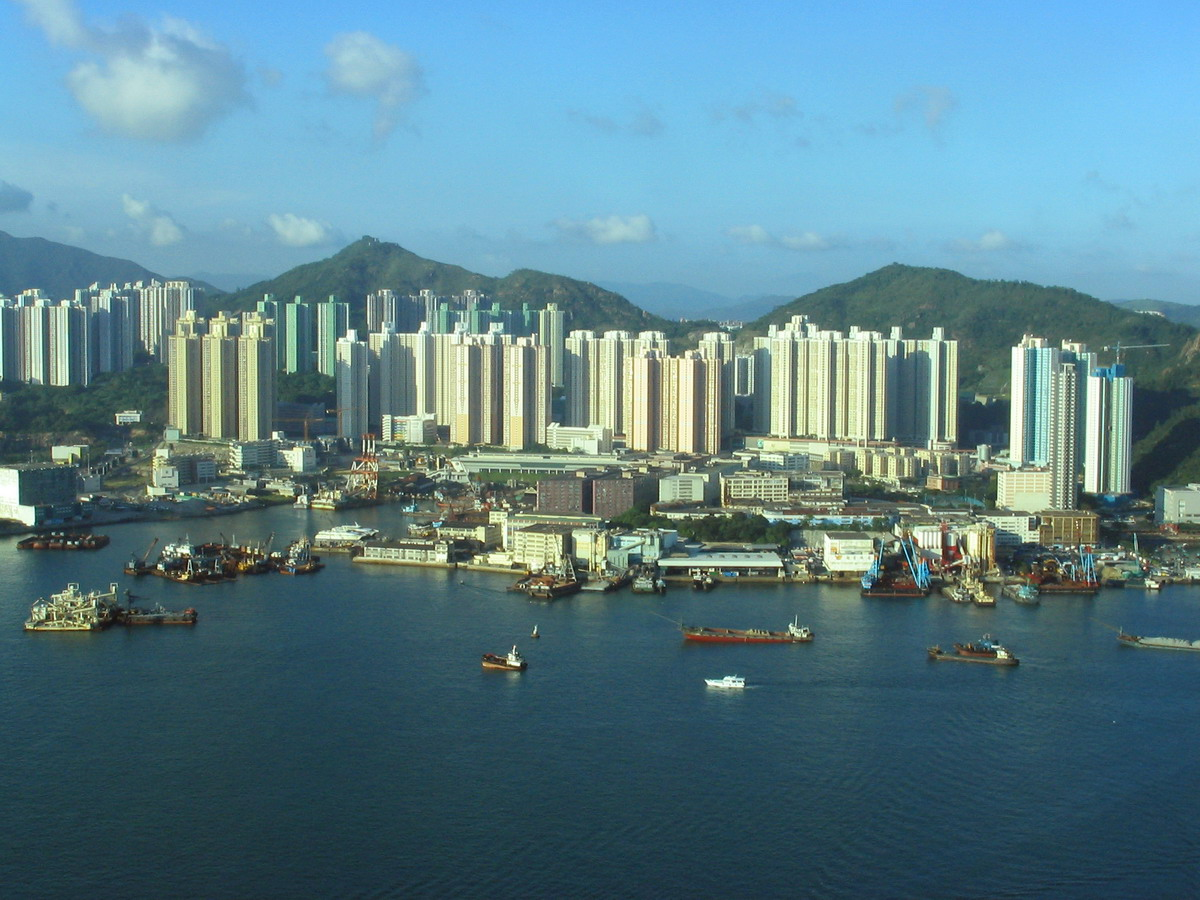
2006年的油塘全景

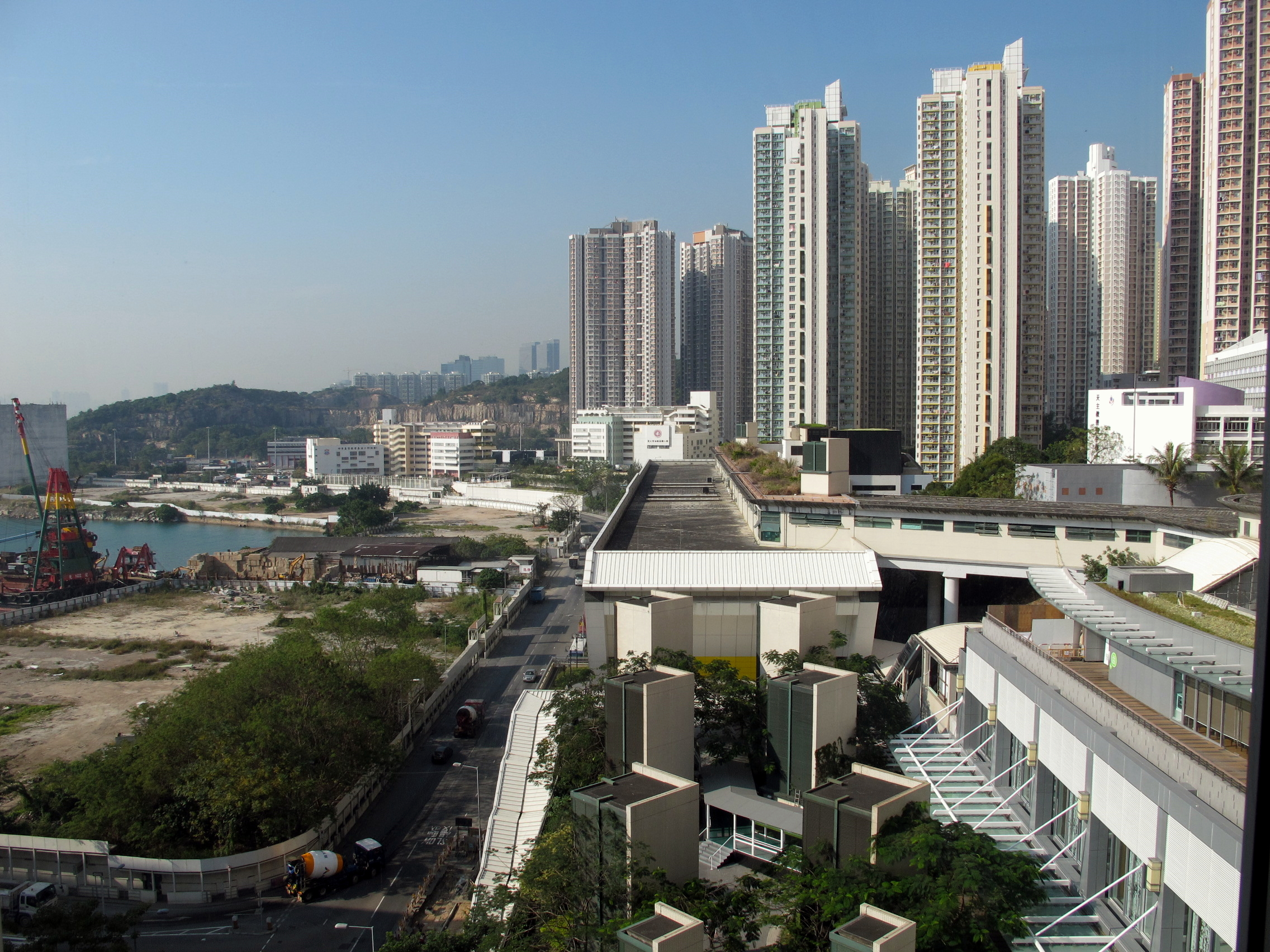
油塘一帶的公屋群

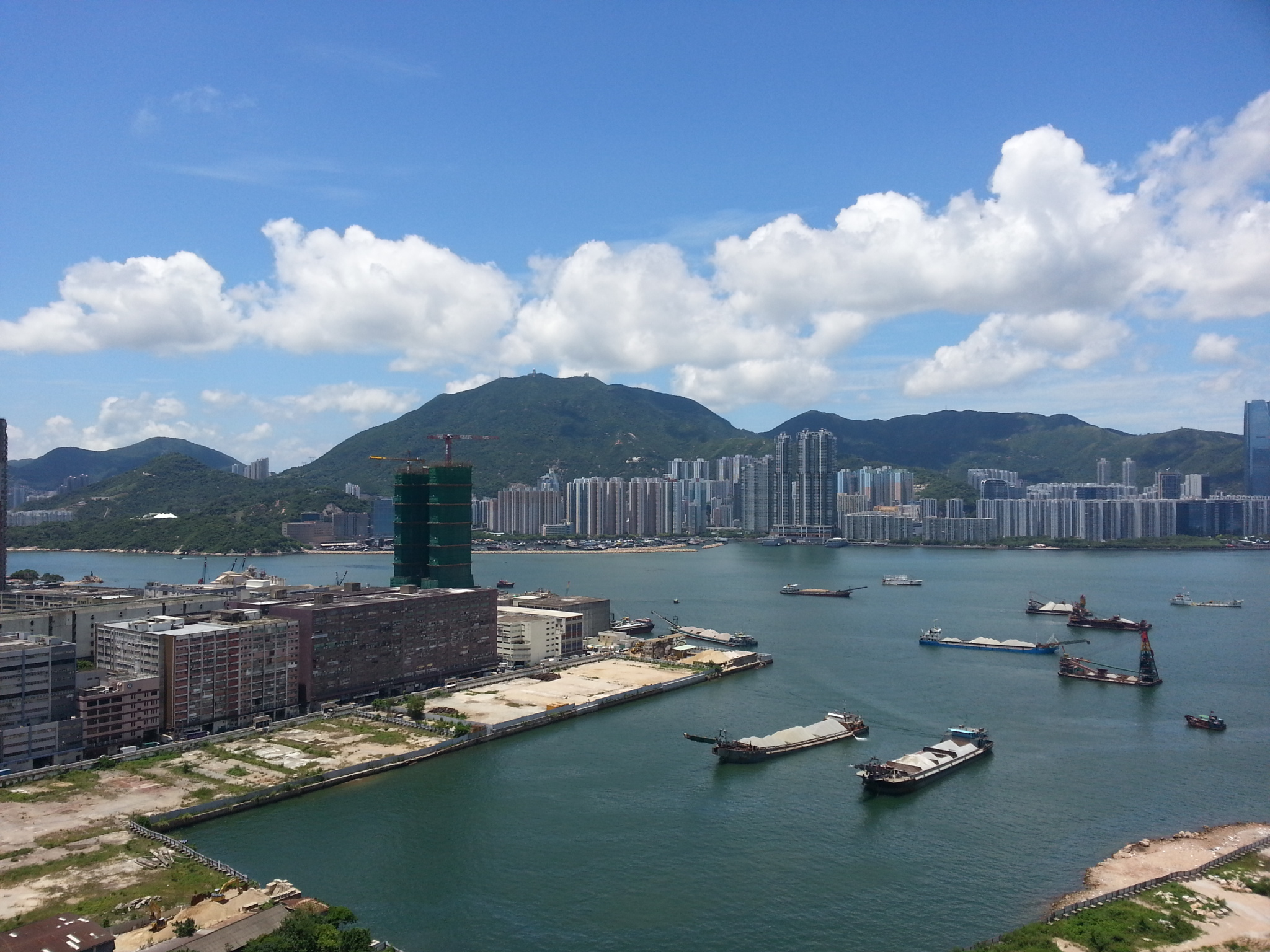
油塘一帶的景觀，左下方可見仍有不少工業大廈存在

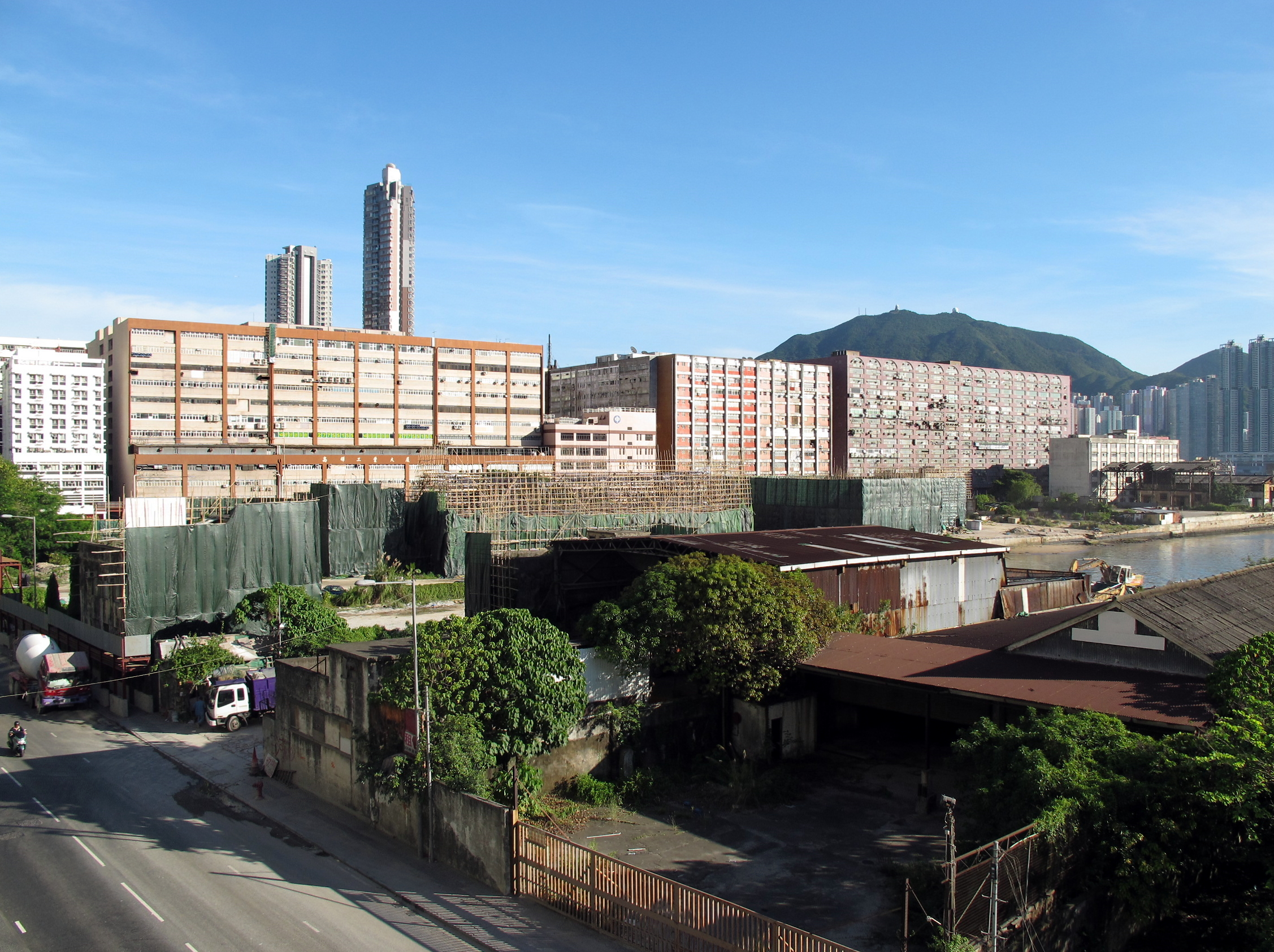
油塘觀塘仔灣一帶的船廠於2011年至2012年陸續清拆

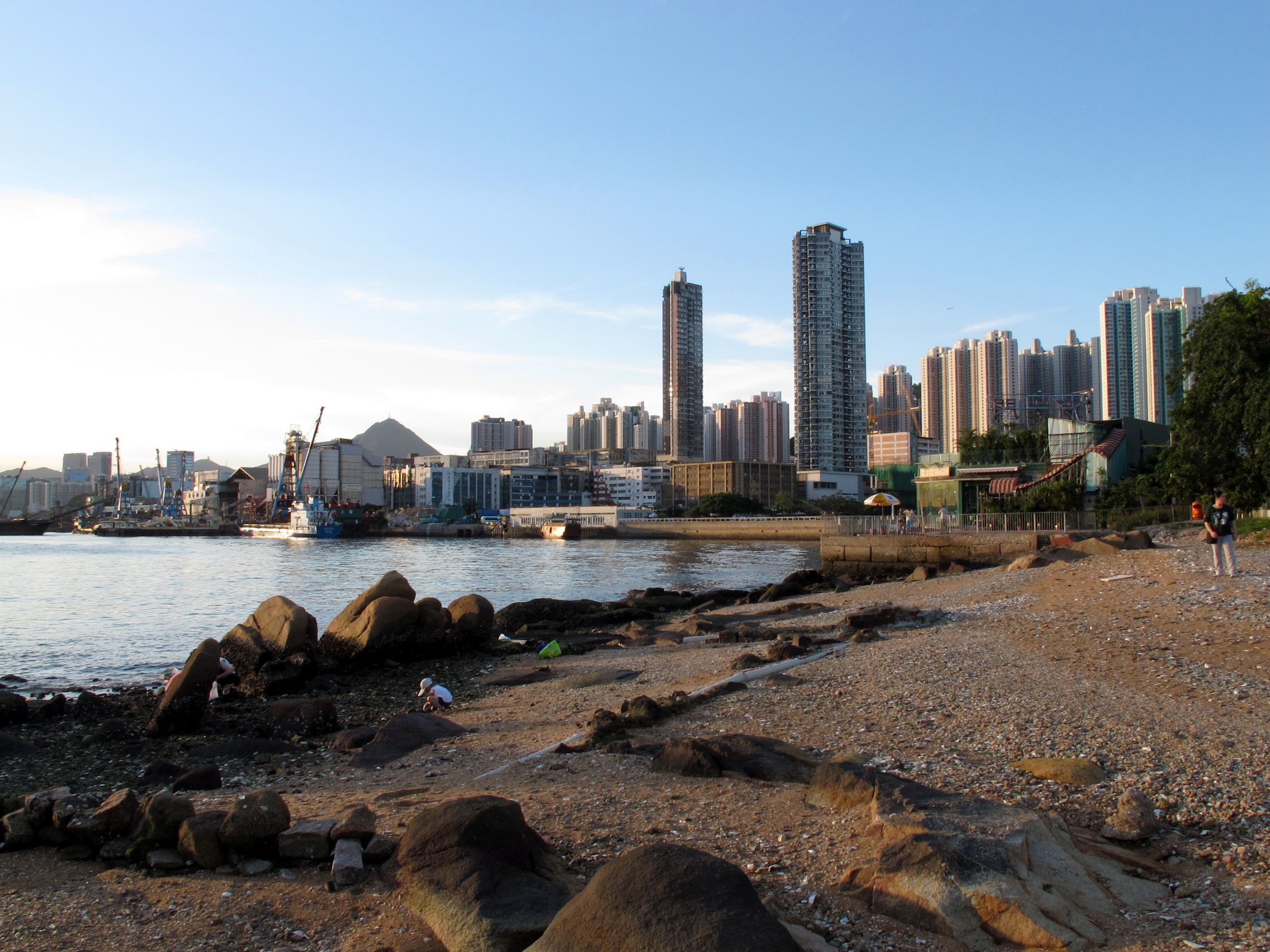
從三家村望向油塘

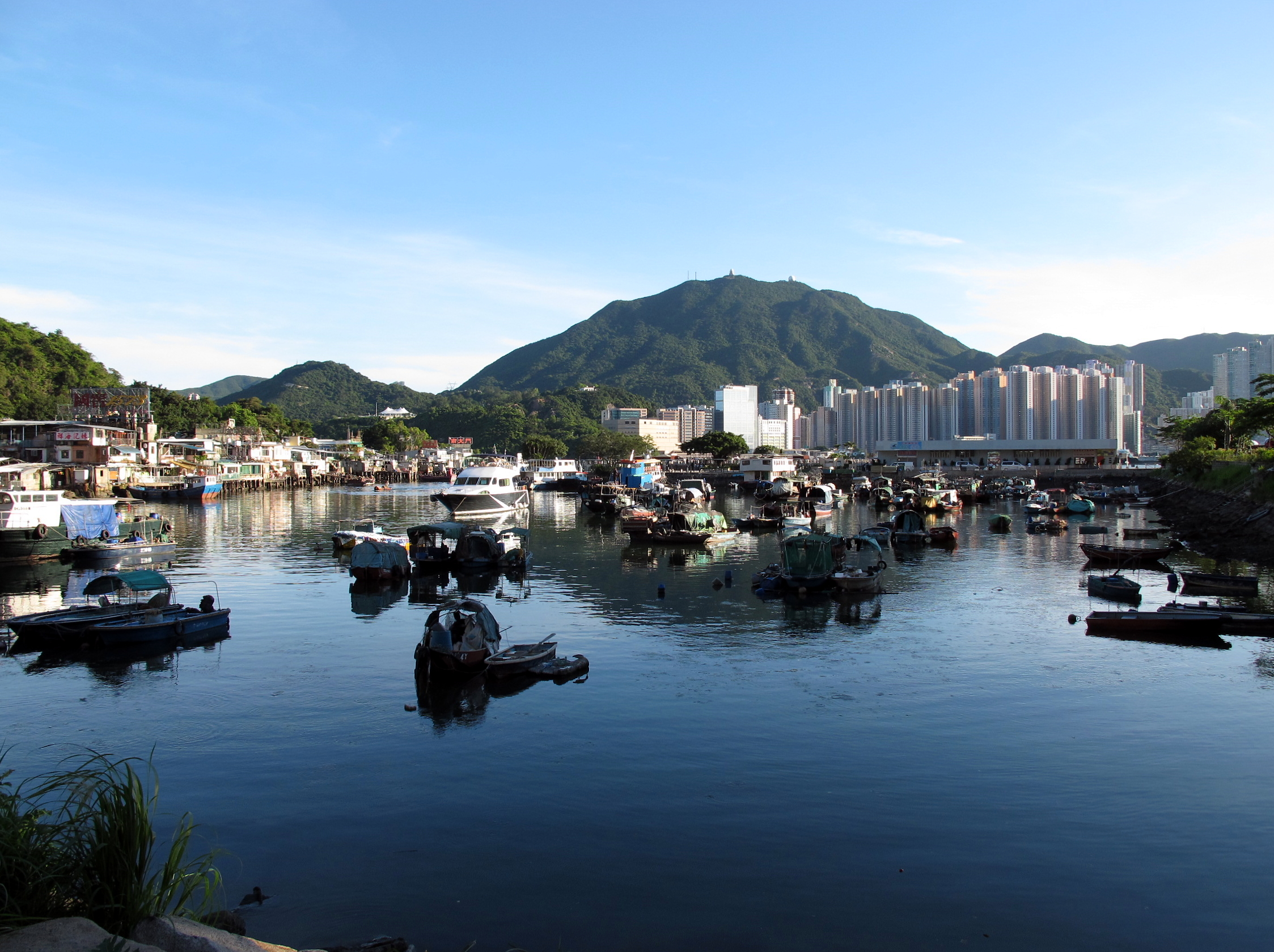
油塘三家村避風塘

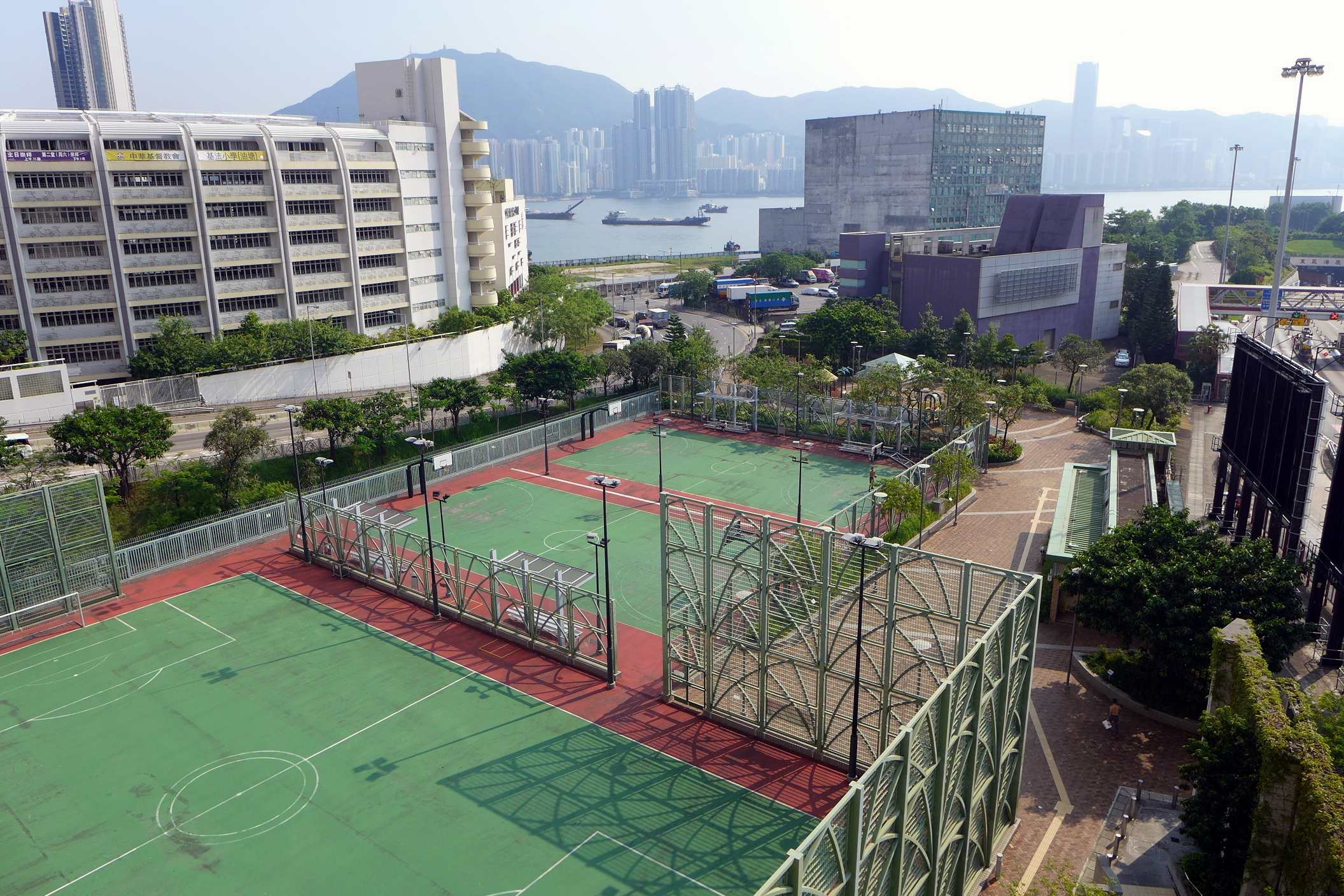
油塘道遊樂場佔地6.5公頃，設七人足球場及2個籃球場

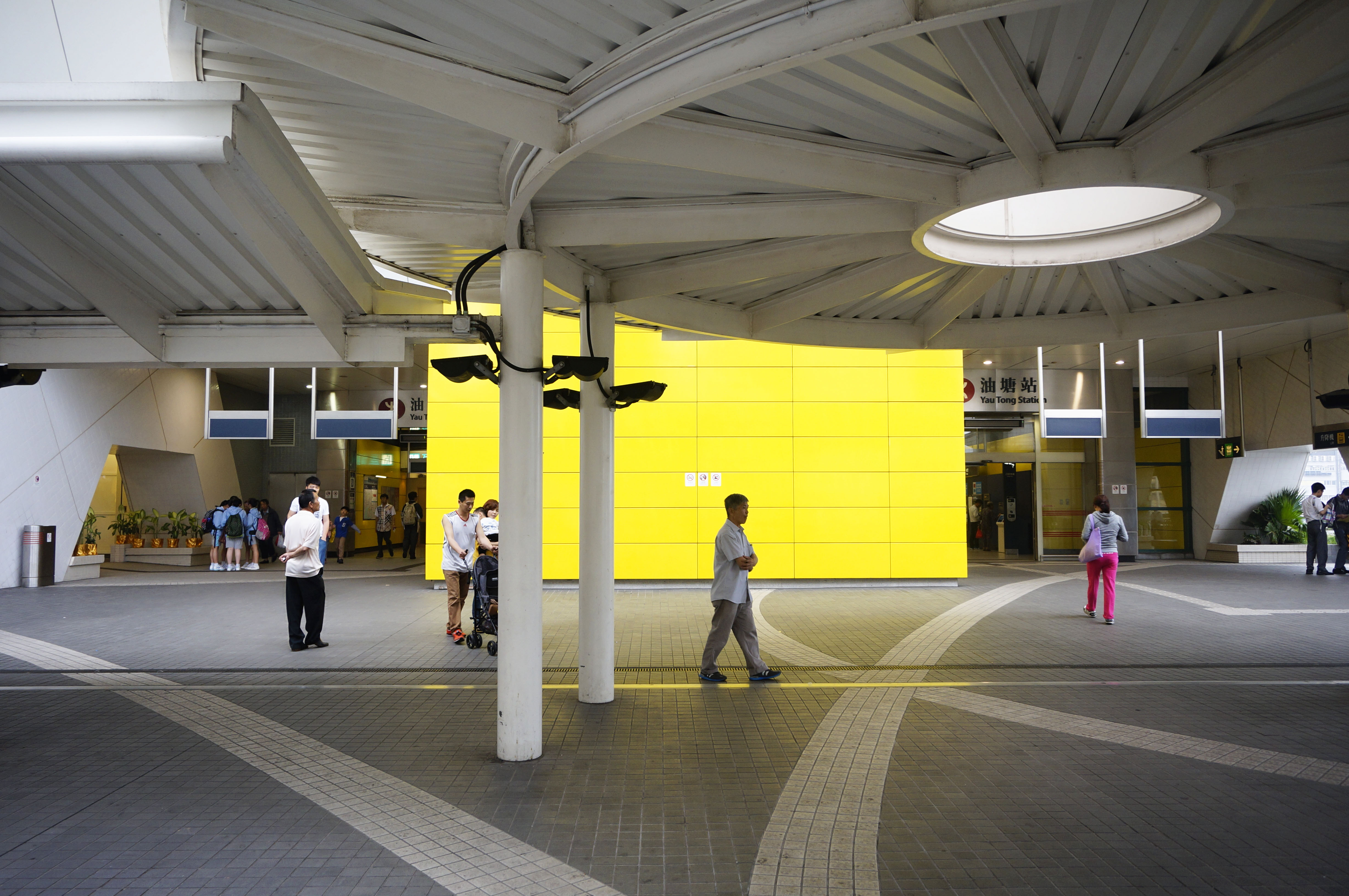
港鐵油塘站

油塘（英語：Yau Tong）位於香港九龍東南觀塘仔、長龍田與三家村一帶一個通俗分區，行政上屬於觀塘區。現在油塘北部以公屋和居屋住宅為主，南部臨海位置現主要用作工業發展的地區已經被政府規劃成私人住宅區，但仍有零星的工業大廈存在。而接鄰油塘的三家村，已有150年歷史，區內也設有觀塘魚類批發市場。

## 歷史
1940年之前油塘未有發展，仍屬市郊地帶。1950年代油塘以北的茶果嶺興建了亞細亞火油公司的石油儲存庫。60年代，油塘沿鯉魚門道一帶被香港政府劃作公屋區，1964年興建了油塘邨與及高超道邨等多個公共屋邨，沿海一帶設有一個工業區。
由於油塘較偏離觀塘以至整個九龍的市區發展重心，油塘被不少人認為是一個偏遠地區。地鐵（現稱港鐵）觀塘綫通車時，擬於油塘設站的計劃一直未有落實，加深外人對油塘偏遠的印象，直到東區海底隧道和將軍澳綫通車，後者設有油塘站，大型屋邨等住宅也陸續落成，這個觀念才逐漸消失。
油塘公屋於1990年代陸續清拆重建，人口一度下跌，加上香港製造業息微，許多工業大廈都空置或變更為其他用途；而政府1998年底將油塘工業區改劃為住宅用途及綜合發展區後，發展商積極改建工廈成住宅。現時油塘主要是一個公屋和居屋區，很多都是重建過來的，油塘邨和鯉魚門邨便是例子。
2012年9月房委會興建的購物商場大本型開業，為區內增添大型消費場所；區內的社區會堂位於商場基座，在同年11月5日開幕，由時任民政署署長陳甘美華主持典禮。
另外，油塘也在2020年起，擁有一份由當區街坊自發創立的社區報《集油》。
值得注意的是，自從興建將軍澳綫油塘站開始，油塘幾乎所有住宅都重建後，都以有蓋通道連接，形成非常大型的有蓋通道社區，市民可以完全不需要淋雨的情況下在社區不同地點穿梭，在香港境內屬於罕見情況。

## 地名起源
油塘有說舊稱游塘。第二次世界大戰時，醉酒灣防綫就是起於荃灣葵涌，迄於游塘。
油塘的英文地名Yau Tong，最早見於1924年香港政府軍部的魔鬼山地圖上，有一字，見於海灣之上，其北有茶果嶺村，可見油塘地名出於更早之時。當時當未有任何發展，至1935年軍部全港地圖上並無改變。
根據《1963年香港年報》，同一書內兩幅地圖中，一者書，一者書。寫在填海圖海灣上，而則用於分區界上。不過書中內文只有提及，說當地只作修船造船用途，因其近岸兼有地儲水，政府賣地予木廠之用。這些都是當時政規劃特例。
至於出處，仍未有定論。有一說即「馬游塘」，得名於藍田山上的馬游塘村，不過兩者相距甚遠。馬游塘於1963年時，劃分為觀塘區，而非油塘區。
另有一說，1947年亞細亞石油公司購入近茶果嶺二十多萬方呎地興建油庫；1954年香港政府更批出現時麗港城的位置給亞細亞石油公司擴建油庫，因此改名為「油塘」，而油庫以北的地區便是今日的觀塘商貿區。
1960年代末，政府擬建地下鐵路，曾建議於現時油塘邨一帶設，但最後該站因擬建系統規模縮減而除去。可見寫該計劃的顧問公司，跟隨政府部份資料而命名為。根據如資深巴士迷巴士書籍的舊照片及電影片段顯示，九巴公司於1960年代前往油塘地區的巴士路線，起訖點一律稱為「游塘」。然而2002年地鐵（現稱港鐵）將軍澳綫啟用，於油塘設站，當中站名則使用「油塘站」。
然而1968年政府九龍半島全圖，近三家村的海灣已命名為觀塘仔灣，而該區更見發展，建有。由此可知，1920年代，政府使用油塘一名並無間斷，並曾以其名作區名。

## 未來發展

### 油塘灣綜合發展區
「綜合發展區」的長遠規劃目標，是逐步取締現有工業作業，解決環境問題及優化海濱供公眾享用。油塘灣現有的工廠大廈已於2011年起陸續清拆，騰出空間後由恒地興建遊艇中心、海濱長廊、多棟中密度住宅和酒店，當中住宅高度為18至29層，非住宅高度為6及20層，提供6,556個中小型住宅單位。建築面積約9.94公頃，總地積比率最高定於4.5倍，發展商須採用獨特的漸進式建築物高度輪廓，建築物高度向海濱遞降，屆時該區將成為東九龍的高尚住宅區。部份住宅單位景觀遠眺中環及尖沙咀一帶海域，每晚皆可看到幻彩詠香江的雷射表演，每逢農曆新年和回歸紀念更可觀看煙花。

## 住宅

### 私人屋苑
- 鯉灣天下（Canaryside）
- 嘉賢居（The Spectacle）
- Ocean One
- Peninsula East-2幢（1座及2座）
- 海傲灣（One East Coast）-3幢（1A,1B及2座）
- 親海駅（The Coastline）-4幢
- 曦臺（Maya）-2幢（1座及2座）（宏安地產及旭輝四山街13至15號項目。兩幢共326伙，面積由470至1,800平方呎不等，於2020年底入伙），另有商場發展
- 蔚藍東岸（Montego Bay）(五礦地產旗下崇信街與仁宇圍交界，4幢大廈共提供792伙，當中7成為中型單位，逾3,000平方呎留作零售樓面)
- 朗譽（Chill Residence）(保利置業及尚嘉控股高超道項目，地皮面積約38,611方呎，指定作非工業（不包括倉庫、酒店及加油站）用途，最高可建樓面356,504方呎。)
- 信和置業及資本策略旗下，港鐵油塘高超道及鯉魚門道交界油塘通風樓，佔地約4.3萬平方呎，可建住宅樓面約32.5萬平方呎，提供約500伙。
- 越秀地產旗下油塘東源街越秀冷藏倉庫及鄰近用地(2016年底向城規會申請)，共建5幢大廈提供1056伙，單位平均面積料約600方呎
- 青建國際（新加坡財團）旗下東源街18號，興建2幢21層高住宅，提供224伙住宅單位，平均每戶約1000呎（2019年向城規會申請）
- 恒基地產等的油塘灣大型綜合發展項目第1、2期，獲屋宇署批建樓面超過408.8萬方呎，將興建30幢分層物業，約6200伙。
- 康世集團旗下油塘四山街8號世運貨倉項目，佔地約24.6萬方呎，可建住宅樓面約19.3萬方呎，提供445伙，並以1、2房單位為主
- 宏安地產旗下四山街18至20號油塘工業大廈第4座項目，地盤面積約41,680平方呎

### 居者有其屋及綠置居屋苑
- 油塘中心（私人參建居屋）
- 高俊苑
- 油翠苑
- 高宏苑（綠置居，興建中）
- 高曦苑（興建中）
- 碧雲道地盤A未命名屋苑（興建中）

### 公共屋邨
- 油塘邨
- 高怡邨
- 高翔苑（僅新十字型大廈）
- 油麗邨
- 鯉魚門邨

### 政府宿舍（原為未發售居者有其屋屋苑）
- 油美苑
- 高翔苑（僅康和型大廈）

## 商場
- 鯉魚門廣場
- 大本型
- 油麗商場
- 嘉榮商場（設於油塘中心第1座）
- 嘉華商場（設於油塘中心第2、3座）
- 嘉富商場（設於油塘中心第4座）
- 嘉貴商場（設於油塘中心第5、6座）
- 嘉發商場（設於油塘中心第7、8、9座）

## 中、小學、特殊學校
- 天主教普照中學 : 普照路
- 聖安當女書院 : 高超道
- 佛教何南金中學 : 高超徑
- 香港道教聯合會圓玄學院陳呂重德紀念學校 : 高超徑
- 聖安當小學 : 油塘道
- 福建中學附屬學校 : 油塘邨第二期
- 聖公會油塘基顯小學 : 油塘道
- 中華基督教會基法小學(油塘) : 油塘道
- 基督教中國佈道會聖道學校 : 鯉魚門道

## 交通

### 主要交通幹道
- 鯉魚門道
- 茶果嶺道
- 東區海底隧道
- 高超道
- 經東南九龍T2主幹道（興建中）連接西九龍

## 區議會議席分佈
為方便比較，以下列表以茶果嶺村、鯉魚門道、啟田道交匯處以南、五桂山、碧雲道至澳景路交界以南為範圍。
| 年度/範圍                  | 2000-2003    | 2004-2007      | 2008-2011              | 2012-2015                      | 2016-2019                      | 2020-2023                      | 2024-2027    |
| -------------------------- | ------------ | -------------- | ---------------------- | ------------------------------ | ------------------------------ | ------------------------------ | ------------ |
| 茶果嶺村以南、鯉魚門道以西 | 油塘四山選區 | 油塘四山西選區 | 油塘中選區及油塘西選區 | 油麗選區、翠翔選區及油塘西選區 | 油麗選區、翠翔選區及油塘西選區 | 油翠選區、油麗選區及油塘西選區 | 觀塘東南選區 |
| 鯉魚門道以東               | 油塘四山選區 | 油塘四山東選區 | 油塘東選區             | 油塘東選區                     | 油塘東選區                     | 油塘東選區及俊翔選區           | 觀塘東南選區 |

註：以上主要範圍尚有其他細微調整（包括編號），請參閱有關區議會選舉選區分界地圖及條目。

## 鄰近地區
- 鯉魚門
- 調景嶺

## 外部連結
- 中原地圖的油塘 （页面存档备份，存于）
- 油塘之友的Facebook專頁